# ماري كيمورا
ماري كيمورا (باليابانية: 木村まり؛ بالكانا: きむら まり) هي عازفة كمان وملحنة يابانية، ولدت في 1962 في اليابان.